# Koncentrační tábor Oranienburg
Koncentrační tábor Oranienburg byl založen v budově bývalého pivovaru v březnu 1933 severně od Berlína. Byli zde vězněni převážně političtí vězni z řad komunistů, sociálních demokratů, křesťanských sociálů apod., kteří byli využíváni i na nucené práce. Stejně jako všechny ostatní koncentrační tábory byl i Oranienburg spravován příslušníky SA. Po zavraždění jejich vůdce Ernsta Röhma a ztráty celkové moci SA byl tábor v roce 1934 převzat a následně uzavřen SS, která funkci správy veškerých koncentračních táborů po SA v roce 1934 převzala, a vězni byli odtransportováni do jiných táborů. V Oranienburgu bylo vězněno celkem 3000 lidí, 16 z nich zde bylo zavražděno. V těsné blízkosti města byl pak roku 1936 zřízen koncentrační tábor Sachsenhausen.